# Whittemore (Iowa)
Whittemore è un comune degli Stati Uniti d'America, situato nello Stato dell'Iowa, nella contea di Kossuth.